# Giovanni Battista Fabricatore
Giovanni Battista Fabricatore, est un luthier italien du XIXe siècle actif de 1777 à 1849.

## Biographie
Giovanni Battista Fabricatore a été actif de 1777 à 1849. Le violoniste et guitariste Niccolò Paganini possédait une guitare Fabricatore de 1819. Le compositeur et guitariste Mauro Giuliani a probablement possédé une guitare Fabricatore.